# Route nationale 8 (Cameroun)
Pour les articles homonymes, voir Route nationale 8.
La route nationale 8 est une route camerounaise reliant Mutengene à Bachuo Akagbe en passant par Bolifamba, Muyuka, Kumba et Nguti. Sa longueur est de 240 km,.

## Tracé
Entre Mutengene et Bachuo Akagbe, la route traverse neuf communes et dessert les localités et points remarquables suivants :

### Tiko
- Mutengene, embranchement sur la Route nationale 3.

### Buéa
- Bolifamba, embranchement vers la route nationale 8A vers Buéa Town.
- Muea

### Muyuka
- Ekona Mbenge
- Muyuka
- Malende

### Kumba III
- Banga Bekele
- Bombe
- Mbalangi
- Ediki
- Mabonji
- Barombi Kang

### Kumba I
- Kumba I

### Kumba II
- embranchement de la route nationale 16 vers Mundemba
- Gare de Kumba

### Konye
- Ikiliwindi Mile 10
- Ikiliwindi Mile 12
- Matondo I
- Bolo Moboka
- Wembe
- Kokaka
- Konye
- Dikome Bafaw
- Kombone Bafaw
- Mbakwa Supe
- Viaduc de Mbakwa Supe
- Bakundo Wone
- Wone
- Kokobouma, départ de route vers Bangem à l'est

### Nguti
- Babensi II
- Talangaye
- Manyemen
- Betock Village
- Ofrikpabi Old
- Mboka
- Nguti, départ de la route D98

### Mamfé
- Nfaitock
- Eyang Atem
- Ashum
- Babeke, départ de la route P19 (provinciale 19)
- Mbio
- Fainchang
- Mbinjong
- Bachuo Akagbe, intersection avec la route nationale 6